# キム・ジソク
キム・ジソク（本名:キム・ボソク、朝: 김지석、英: Kim Ji-seok、1981年4月21日 - ）は、韓国の俳優。ソウル特別市出身。韓国外国語大学校ドイツ語教育科卒業、慶熙大学校言論情報大学院文化コンテンツ学科修了。

## 人物・生い立ち
事業家の父と教授の母を持つ。兄が2人おり、2歳上の兄は高い知能指数（IQ）を有する人々の団体メンサのメンバーでオックスフォード大学を卒業し金融関係の仕事をしている。
中学からイギリスに留学し、選択科目でアクタークラスの授業を受けた際に演技の楽しさに目覚める。高校3年生のときに韓国に帰国し、演技学校に通い演劇映画科の大学を受けるがすべて不合格となり役者を諦め、父がやっている翻訳事業の仕事に就くため韓国外国語大学ドイツ語教育科に進学する。大学では英語とドイツ語の教員免許を取得している。大学に入ってすぐにスカウトを受け、一度は諦めた役者の道に再び進むこととなる。

## 来歴
俳優になるために芸能界入りしたが、当時のアイドルグループ旋風もあり、2001年にアイドルグループ「Leo」のメンバーとしてデビューする。俳優としてはエキストラ出演から始まり、2003年のドラマ『サンドゥ、学校へ行こう!』では役名の無い生徒役で出演している。
2004年のシットコム『お嬢さんとおばさんの間』への出演を機に本格的に俳優に転身。
2007年、40%を超える視聴率を記録したファミリードラマ『憎くても可愛くても』で主人公カン・ベコ役を演じお茶の間に広く知られるようになり、この作品でKBS演技大賞新人賞を受賞。2009年、数々の映画賞を総なめし大ヒットした映画『国家代表!?』では主要キャストの一人カン・チルグ役を演じ、春史大賞映画祭共同演技賞を受賞する。さらに2010年に平均視聴率32%（瞬間最高41.9%）を記録した時代劇ドラマ『推奴』に出演するなど次々と大ヒット作に出演。
2010年5月25日、忠清南道・論山陸軍訓練所に入所し入隊。17師団戦車大隊に服務中の同年9月1日には国防広報院の広報支援隊員に選抜された。2012年3月7日に除隊。
2012年、除隊後の復帰作となった映画『二つの月』でホラー作品に初挑戦。『ロマンスが必要2』や『清潭洞アリス』でドラマ復帰も果たす。
俳優業以外にも、知性的な一面を買われ2015年からは頭脳派バラエティ『脳セク時代』でレギュラーを務めている。
2017年、ドラマ『2度目のファーストラブ』と『逆賊-民の英雄ホン・ギルドン-』に主演し、MBC演技大賞の男性最優秀演技賞とKOREA DRAMA AWARDSの男性最優秀賞を受賞する。
2019年、ドラマ『椿の花咲く頃』でヒロインの元恋人でプロ野球選手のカン・ジョンニョル役を演じ、KBS演技大賞の中編ドラマ 優秀演技賞に輝く。

## 出演

### ドラマ
- サンドゥ、学校へ行こう!（2003年、KBS） - 生徒 役
- お嬢さんとおばさんの間（朝鮮語版）（2004年、MBC）
- ノンストップ5（2004年、MBC) - キム・ジソク 役
- 愛したい（朝鮮語版）（2006年、SBS） - チ・ウヌ 役
- ぶどう畑のあの男（2006年、KBS2） - キム・ギョンミン 役
- ひとまず走れ!（朝鮮語版）（2006年、KBS2） - ペ・マンス 役
- カップルブレイキング（朝鮮語版）（2006年、CGV） - イ・ジョンジェ 役
- 憎くても可愛くても（2007年、KBS)  - カン・ベコ 役
- スターの恋人（2008年、SBS) - ユン・ジフン 役 ※カメオ出演
- 推奴（2010年、KBS2） - ワンソン 役
- 個人の趣向（2010年、MBC) - ハン・チャンニョル 役
- ロマンスが必要2（2012年、tvN） - シン・ジフン 役
- 清潭洞アリス（朝鮮語版）（2012年、SBS) - タミー・ホン 役
- ワンダフル・ラブ〜愛の改造計画〜（朝鮮語版）（2013年、SBS） - コ・ヨンス 役
- 抱きしめたい〜ロマンスが必要〜（2013年、tvN）※カメオ出演
- エンジェルアイズ（朝鮮語版）（2014年、SBS） - カン・ジウン 役
- 優しくない女たち（朝鮮語版）（2015年、KBS2） - イ・ドゥジン 役
- 恋にチアアップ!（朝鮮語版）（2015年、KBS2） - ヤン・テボム 役
- また!?オ・ヘヨン 〜僕が愛した未来〜（2016年、tvN） - イ・ジンサン 役
- おひとりさま 〜一人酒男女〜（朝鮮語版）（2016年、tvN） - イ・ジンサン 役 ※カメオ出演
- 内省的なボス（2017年、tvN） - ユヒの夫 役 ※カメオ出演
- 逆賊-民の英雄ホン・ギルドン-（2017年、MBC） - 燕山君 役
- 2度目のファースト・ラブ（朝鮮語版）（2017年、MBC） - コン・ジウォン 役
- トップスター、ユベク（朝鮮語版）（2018年、tvN） - ユベク 役
- 椿の花咲く頃（2019年、KBS2） - カン・ジョンニョル 役
- (知っていることはあまりないけれど)家族です（朝鮮語版）（2020年、tvN） - パク・チャニョク 役
- ある日、私の家の玄関に滅亡が入ってきた（2021年、tvN） - チョ・デハン 役 ※カメオ出演
- 月刊家（朝鮮語版）（2021年、JTBC） - ユ・ジャソン 役
- 私たち家族です　(2021年、BS11)　-パク・チャニョク 役

### 映画
- 彼女の名前は.. DHR7（2005年）
- 恋愛術士（朝鮮語版）（2005年） - ユン・ウソク 役
- ソウル攻略（朝鮮語版）（2005年）
- カンナさん大成功です!（2006年） ※特別出演
- 目には目、歯には歯（朝鮮語版）（2008年） - ソン・ユゴン 役
- 国家代表!?（2009年） - カン・チルグ 役
- パパは女の人が好き（朝鮮語版）（2010年） - イ・グァンジェ 役
- 二つの月（朝鮮語版）（2012年） - キム・ドンビン 役
- パパロッティ（朝鮮語版）（2013年） - ユン・ジョンチャン 役

## 受賞歴
- 2007KBS演技大賞・新人賞（『憎くても、可愛くても』）[11]
- 春史大賞映画祭共同演技賞（『国家代表!?』）[12]
- 2017ケーブル放送大賞[21]
  - ベストカップル賞（『また!?オ・ヘヨン』） withイェ・ジウォン
  - 人気スター賞:キム・ジソク（『脳セク時代』）
- 2017 MBC演技大賞・男性最優秀演技賞（『2度目のファーストラブ』、『逆賊-民の英雄ホン・ギルドン-』）[18]
- 2017 KOREA DRAMA AWARDS・男性最優秀賞（『逆賊-民の英雄ホン・ギルドン-』）[19]
- 2019 KBS演技大賞・中編ドラマ 優秀演技賞(男性部門)（『椿の花咲く頃』）[20]